# A Knot in the Plot
A Knot in the Plot é um filme mudo norte-americano de 1910, do gênero comédia, dirigido por D. W. Griffith e Frank Powell.
O filme foi produzido e distribuído por Biograph Company.

## Elenco
- Florence Barker ... Milly Howard
- Mack Sennett ... Jim Doyle
- Francis J. Grandon ... O mexicano
- Kate Bruce ... A mãe